# Deildegast
Dans le folklore norvégien, le deildegast (de deilde « borne » et gast « fantôme ») est un revenant. C'est le fantôme d'un homme qui a, au cours de sa vie, déplacé les bornes délimitant les champs, ce qui constituait un acte grave. Dans le folklore norvégien, les fantômes sont souvent perçus comme des êtres physiques et violents par nature.
Le deildegast se présente sous son apparence humaine originelle, même s'il est susceptible de se changer en oiseau (généralement en chouette). Ses vêtements semblent souvent très démodés. Il continue à déplacer des pierres après sa mort (on peut trouver là une analogie avec le mythe de Sisyphe), jusqu'à ce que quelqu'un, après plusieurs rencontres avec lui selon un mode ritualisé, et sur ses indications, retrouve les pierres qu'il avait dissimulées de son vivant.
Les deildegasts empruntent aussi parfois l'image de petits lutins noirs, ou même du Diable.
La première mention du deildegast apparaît dans le Draumkvedet, une ballade visionnaire norvégienne élaborée vers la fin du Moyen Âge, mais la croyance pourrait être beaucoup plus ancienne. Elle était surtout répandue dans le sud de la Norvège.
Le personnage du deildegast apparaît sous des formes voisines dans l'ensemble du folklore européen : ainsi en Bretagne, il s'appelle lar-douar (« voleur de terre »), bonnour (« borneur ») ou douger-maenn (« porteur de pierre »).